# Пангеон (дим)
Панге́он (греч. Δήμος Παγγαίου) — община в Греции. Включает область горы Пангеон. Входит в периферийную единицу Кавала в периферии Восточная Македония и Фракия. Административный центр — Элефтеруполис. Димархом на местных выборах 2014 года избран Филиппос Анастасьядис (Φίλιππος Αναστασιάδης). Площадь 701,427 км². Население 32 085 человек по переписи 2011 года. Плотность 45,74 человека на квадратный километр.
Община создана в 1996 году (ΦΕΚ 91Α). В 2010 году (ΦΕΚ 87Α) по Программе «Калликратис» к общине присоединены упразднённые общины Орфанос, Пиерес, Элефтере и Элефтеруполис.